# 岡本結花
岡本 結花（おかもと ゆか、1980年11月7日 - ）は、日本の女優。神奈川県横浜市港北区出身。

## 来歴
1998年、調布高校2年修了で宝塚音楽学校に入学。
2000年、「北城未麗」の芸名も決まっていたが、音楽学校卒業だけで宝塚歌劇団への入団を辞退し、劇団四季研究所に入所。
同研究所も1年余りで退所し、舞夢プロに所属。グラビアタレントに転身する。
2003年から2004年まで『新・出動!ミニスカポリス』『出動!ミニスカポリス全国版』のサテライトポリスとして出演。
その後、ブレイブに転籍しモデルとなる。
2005年に劇団四季に入団する。

## 出演
舞台
- 宝塚歌劇団86期生宝塚音楽学校文化祭 2000年 宝塚バウホール
- タクラマカン 2002年 新宿アイランドホール
- 夢から醒めた夢 2005年〜 劇団四季秋劇場、他
- Crazy for you （スージー）2005年
- 鹿鳴館（顕子）2006年〜 自由劇場、他
- キャッツ（ボンバルリーナ）2007年〜 キャッツシアター（大崎）、他
- エクウス 2007年 自由劇場
- ミュージカル異国の丘（李花蓮）2008年
- 美女と野獣 （バベット）京都劇場 2008年〜2009年
- トロイ戦争は起こらないだろう（虹の女神） 2009年

映画
- 蝉しぐれ [1]（お澄）2005年

テレビ番組
- 新・出動！ミニスカポリス 2003年
- エコエコアザラク EKO EKO AZARAK ～眼～ [2] 2004年

CM
- ロッテグリーンガム 2003年

グラビア
- 週刊ヤングサンデー 2002年 表紙、巻頭
- TOP SPEED 2004年
- ザ・ベストマガジンORIGINAL 2004年 表紙、巻頭